# Amandine Henry
Amandine Chantal Henry (Lille, 28 de septiembre de 1989) es una futbolista francesa. Juega como centrocampista en el Deportivo Toluca Femenil de la Liga MX Femenil. Es internacional con la selección de Francia, siendo su capitana de 2017 a 2020.

## Estadísticas

### Clubes
| Club                         | País           | Año         |
| ---------------------------- | -------------- | ----------- |
| FCF Hénin-Beaumont           | Francia        | 2004 - 2005 |
| CNFE Clairefontaine          | Francia        | 2005 - 2007 |
| Olympique de Lyon            | Francia        | 2007 - 2016 |
| Portland Thorns              | Estados Unidos | 2016 - 2017 |
| París Saint-Germain (cedida) | Francia        | 2017        |
| Olympique de Lyon            | Francia        | 2018 - 2023 |
| Angel City FC                | Estados Unidos | 2023 - 2024 |
| Utah Royals                  | Estados Unidos | 2024        |
| Deportivo Toluca Femenil     | México         | 2024 -      |

## Palmarés

### Campeonatos nacionales
| Título                         | Club              | País           | Año     |
| ------------------------------ | ----------------- | -------------- | ------- |
| Division 1                     | Olympique de Lyon | Francia        | 2007-08 |
| Copa de Francia                | Olympique de Lyon | Francia        | 2007-08 |
| Division 1                     | Olympique de Lyon | Francia        | 2008-09 |
| Division 1                     | Olympique de Lyon | Francia        | 2009-10 |
| Division 1                     | Olympique de Lyon | Francia        | 2010-11 |
| Division 1                     | Olympique de Lyon | Francia        | 2011-12 |
| Copa de Francia                | Olympique de Lyon | Francia        | 2011-12 |
| Division 1                     | Olympique de Lyon | Francia        | 2012-13 |
| Copa de Francia                | Olympique de Lyon | Francia        | 2012-13 |
| Division 1                     | Olympique de Lyon | Francia        | 2013-14 |
| Copa de Francia                | Olympique de Lyon | Francia        | 2013-14 |
| Division 1                     | Olympique de Lyon | Francia        | 2014-15 |
| Copa de Francia                | Olympique de Lyon | Francia        | 2014-15 |
| Division 1                     | Olympique de Lyon | Francia        | 2015-16 |
| Copa de Francia                | Olympique de Lyon | Francia        | 2015-16 |
| National Women's Soccer League | Portland Thorns   | Estados Unidos | 2017    |

### Campeonatos internacionales
| Título            | Club                 | Sede           | Año     |
| ----------------- | -------------------- | -------------- | ------- |
| Liga de Campeones | Olympique de Lyon    | Inglaterra     | 2010-11 |
| Liga de Campeones | Olympique de Lyon    | Alemania       | 2011-12 |
| Copa de Chipre    | Selección de Francia | Chipre         | 2014    |
| Liga de Campeones | Olympique de Lyon    | Italia         | 2015-16 |
| Copa SheBelieves  | Selección de Francia | Estados Unidos | 2017    |
| Liga de Campeones | Olympique de Lyon    | Ucrania        | 2017-18 |
| Liga de Campeones | Olympique de Lyon    | Hungría        | 2018-19 |